# 祝祷
祝祷（しゅくとう、Benediction、blessing、ドイツ語: Segen）とは、プロテスタント教会においては、礼拝のあとに、教役者によってなされる祝福の祈りである。また、キリスト教会における結婚式、葬式の最後でもこの祝福の祈りがなされる。カトリック教会では、聖務日課の最後の祝福の祈りが祝祷であり、ミサの後の祝福が掩祝（えんしゅく）と呼ばれる。
教役者が手をあげて祝福を与える。会衆はアーメンで答える。あるいは黙祷する。奏楽・聖歌隊がアーメンで応答することもある（讃美歌の最後）。
聖句は、次の箇所である。第二コリント13:13「主イエス・キリストの恵み、神の愛、聖霊の交わりが、あなたがた一同と共にあるように。」（新共同訳聖書）、「願はくは主イエス・キリストの恩惠・神の愛・聖靈の交感、なんぢら凡ての者と偕にあらんことを。」（文語訳聖書）である。
また、民数記6：24-26のアロンの祝祷も用いられる。『主があなたを祝福し、あなたを守られますように。主が御顔をあなたに照らし、あなたを恵まれますように。主が御顔をあなたに向け、あなたに平安を与えられますように。』（新共同訳聖書）。
ヘブル13:20-21「願はくは永遠の契約の血によりて、羊の大牧者となれる我らの主イエスを、死人の中より引上げ給ひし平和の神、その悦びたまふ所を、イエス・キリストに由りて我らの衷に行ひ、御意を行はしめん爲に凡ての善き事につきて、汝らを全うし給はんことを。世々限りなく榮光、かれに在れ、アァメン。」（文語訳）、ピリピ4:7「さらば凡て人の思にすぐる神の平安は、汝らの心と思とをキリスト・イエスによりて守らん。」（文語訳）
第一テサロニケ5:23-24「願はくは平和の神、みづから汝らを全く潔くし、汝らの靈と心と體とを全く守りて、我らの主イエス・キリストの來り給ふとき責むべき所なからしめ給はん事を。汝らを召したまふ者は眞實なれば、之を成し給ふべし。」（文語訳）